# RealNetworks

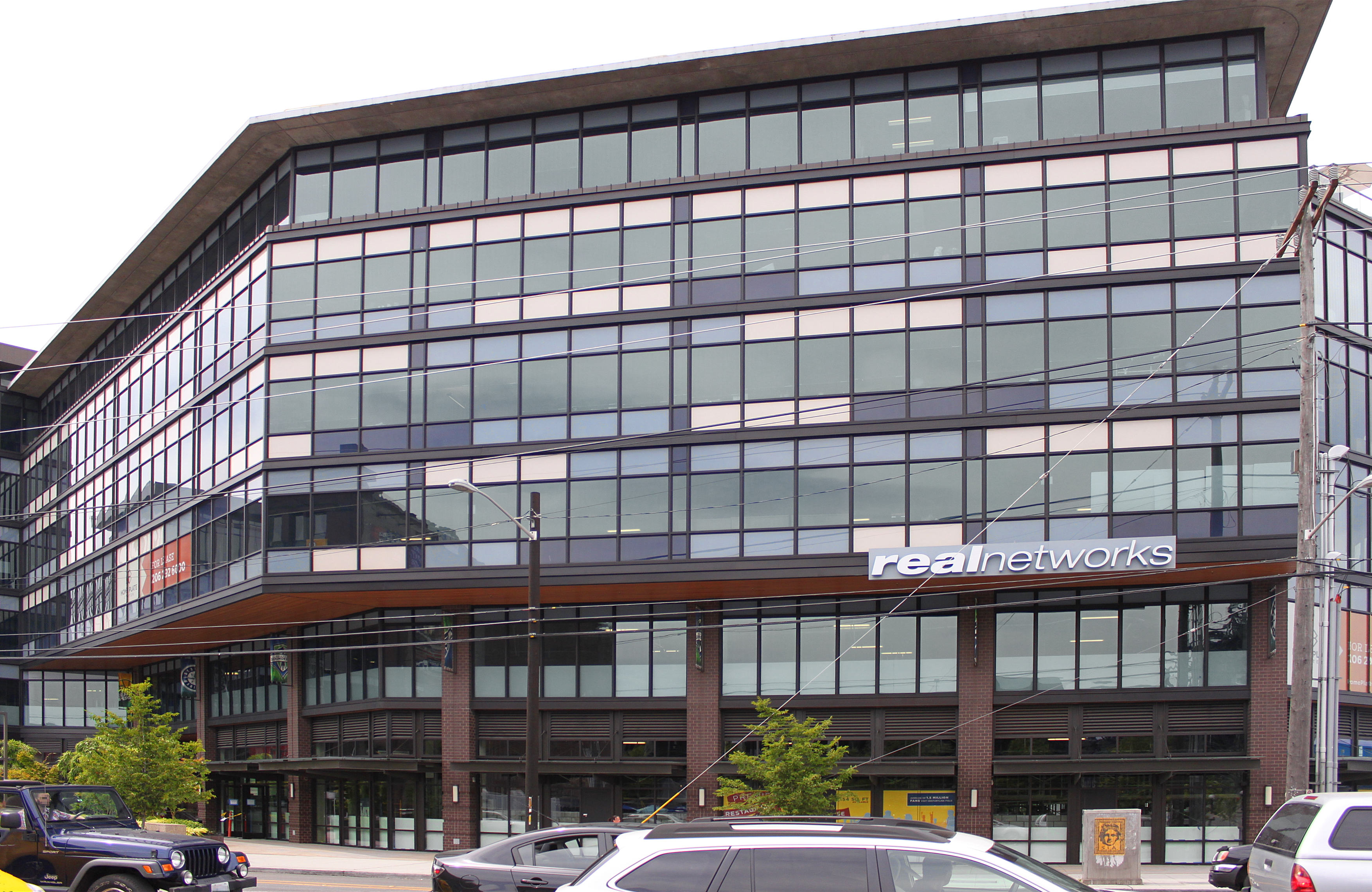
Zentrale im Seattle Home Plate Center

RealNetworks [ˈɹiːəlˌnɛtwɝːks] (ursprünglich Progressive Networks) ist ein US-amerikanisches Unternehmen mit Sitz in Seattle im US-Bundesstaat Washington, das verschiedene Produkte im Streaming-Media-Bereich anbietet.

## Geschichte
Das damalige Progressive Networks entwickelte bereits 1994 ein Protokoll zum Übertragen von Audio- und Videodaten in Echtzeit: RealAudio.
Zur Produktpalette gehören unter anderem die Helix Media Delivery Platform, der Streaming-Client RealPlayer sowie RealVideo. Weitere Produkte sind RealMusic, die VidZone Jukebox und die Spielesoftware RealArcade (seit Oktober 2001).
Bis 1999 war Philip Rosedale CTO des Unternehmens, er gründete anschließend Linden Lab.
Nachdem auch Microsoft und Apple in den Markt der Streaming-Lösungen einstiegen, geriet das Unternehmen zunehmend unter Druck und gab, wohl um Marktanteile für die hauseigenen Formate zu sichern, 2002 Teile des Quellcodes frei, die seitdem als Open Source im Helix-Project weiterentwickelt werden.
Seit Mitte 2004 betreibt Real Networks auch den Online-Musikdienst RealMusic Store, der auf dem zusammen mit Listen.com übernommenen Rhapsody basiert und als Konkurrenz zu Apples iTunes Store konzipiert ist.
CEO ist Rob Glaser. Real Networks pflegt verschiedene strategische Partnerschaften, unter anderem mit dem Musikmagazin Rolling Stone, BBC News, CNN, MTV und EuroNews.